# Panchine rosse

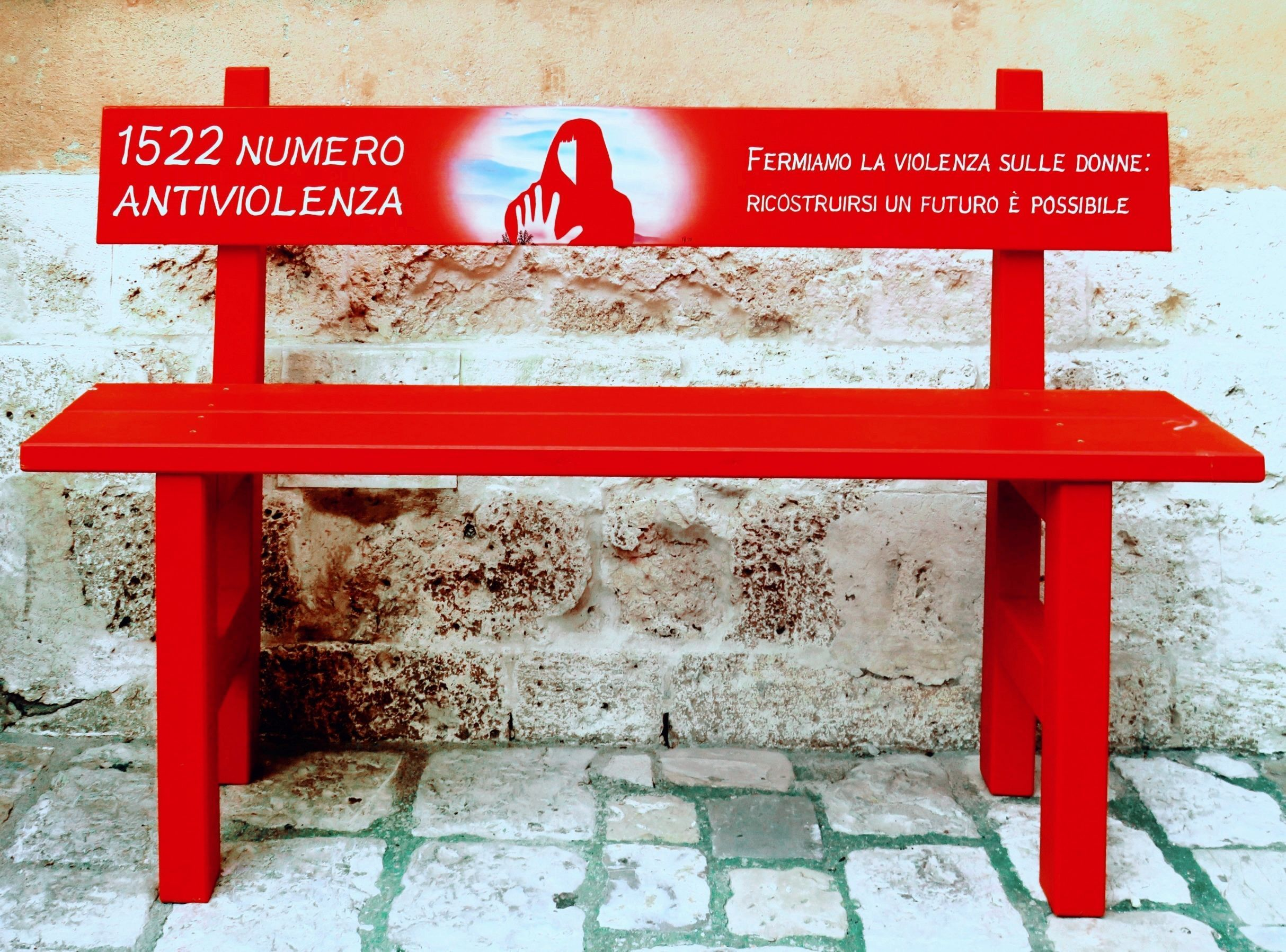
Una panchina rossa a San Quirico d'Orcia

Panchine rosse è un progetto culturale, sociale e comunitario che mira a visualizzare negli spazi pubblici e privati la lotta per la consapevolezza, l'informazione, la prevenzione e la sensibilizzazione contro la violenza di genere e il femminicidio.
Nato nel 2014 a Torino, il progetto è divenuto un'iniziativa di portata nazionale, diffondendosi in parchi e spazi pubblici di centri urbani, periferie urbane e comunità più piccole in tutta Italia, fino a divenire un simbolo riconoscibile nel paesaggio italiano, un richiamo onnipresente alla donna assente o ferita sulla panchina.

## Storia

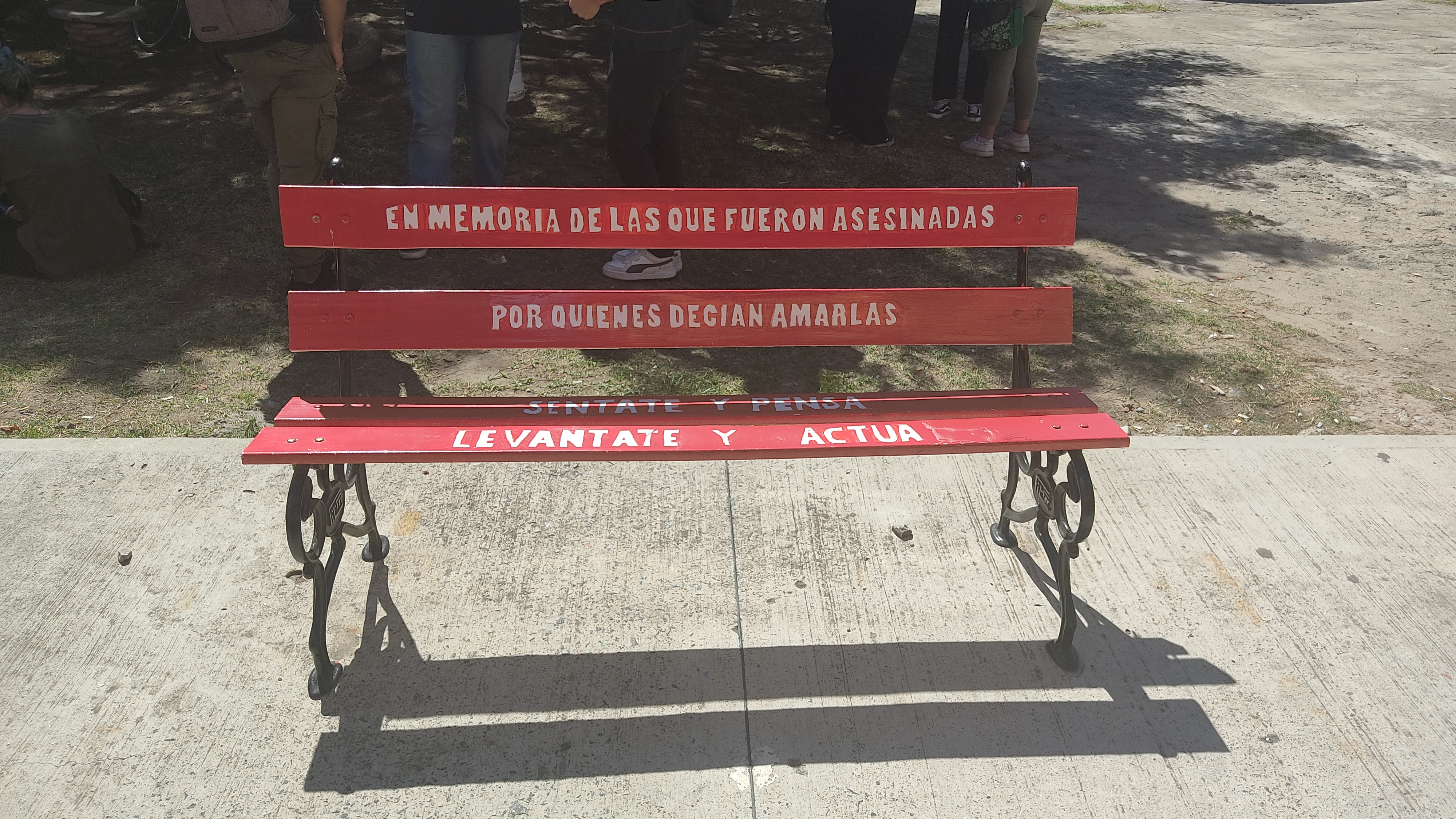
Panchina rossa della facoltà di Belle Arti dell'Università di La Plata (Argentina)

Il progetto "Panchine rosse contro la violenza sulle donne" venne ideato nel 2014 dalla Circoscrizione 6 del Comune di Torino in collaborazione con l'associazione Acmos (Aggregazione, Coscientizzazione, MOvimentazione Sociale), per commemorare le donne uccise dalla "violenza feroce di compagni, mariti, amici, parenti, conoscenti, a volte sconosciuti": in occasione della Giornata internazionale per l'eliminazione della violenza contro le donne, il 26 novembre 2014 venne inaugurata la prima panchina rossa, collocata all'incrocio tra via alla Chiesa e via San Gaetano da Thiene (di fronte all'Ecomuseo urbano di Torino), e a cui seguirono altre dieci panchine. Nel gennaio 2016 vennero installate a Torino altre dieci panchine rosse, decorate dal graffitaro Karim Cherif con due grandi occhi e la citazione di una frase di uno scrittore famoso: l'inziativa venne però bocciata dai consiglieri della Lega Nord della stessa Circoscrizione 6, elogiati anche da Matteo Salvini che in una intervista al quotidiano La Stampa definì le panchine rosse come inutili e sulle quali si sarebbero seduti "spacciatori [di droga] e papponi", mentre per aiutare le donne sarebbero serviti più asili e meno immigrati. In risposta alle parole di Salvini, il Partito Democratico di Torino aprì un dibattito e Mauro Laus (all'epoca presidente del Consiglio regionale del Piemonte e referente per le pari Opportunità della Conferenza dei presidenti dei consigli regionali) propose di estendere il progetto delle panchine rosse in tutta Italia.
L'idea delle panchine rosse venne ripresa tra l'altro da Tina Magenta, attivista e bibliotecaria di Lomello in provincia di Pavia, che il 18 settembre 2016 - in occasione degli "Stati generali delle donne" organizzati presso la biblioteca Giovannini-Magenta, installò nella piazza principale del paese una panchina rossa con la dedica "In memoria di tutte le donne morte per mano di chi diceva di amarle". Nel 2021 è stato registrato il marchio "Panchina rossa", per garantire che il simbolo sia utilizzato per finalità politiche.
Il progetto delle panchine rosse si è poi largamente diffuso in tutta Italia e in diversi paesi del mondo.

## Simbologia

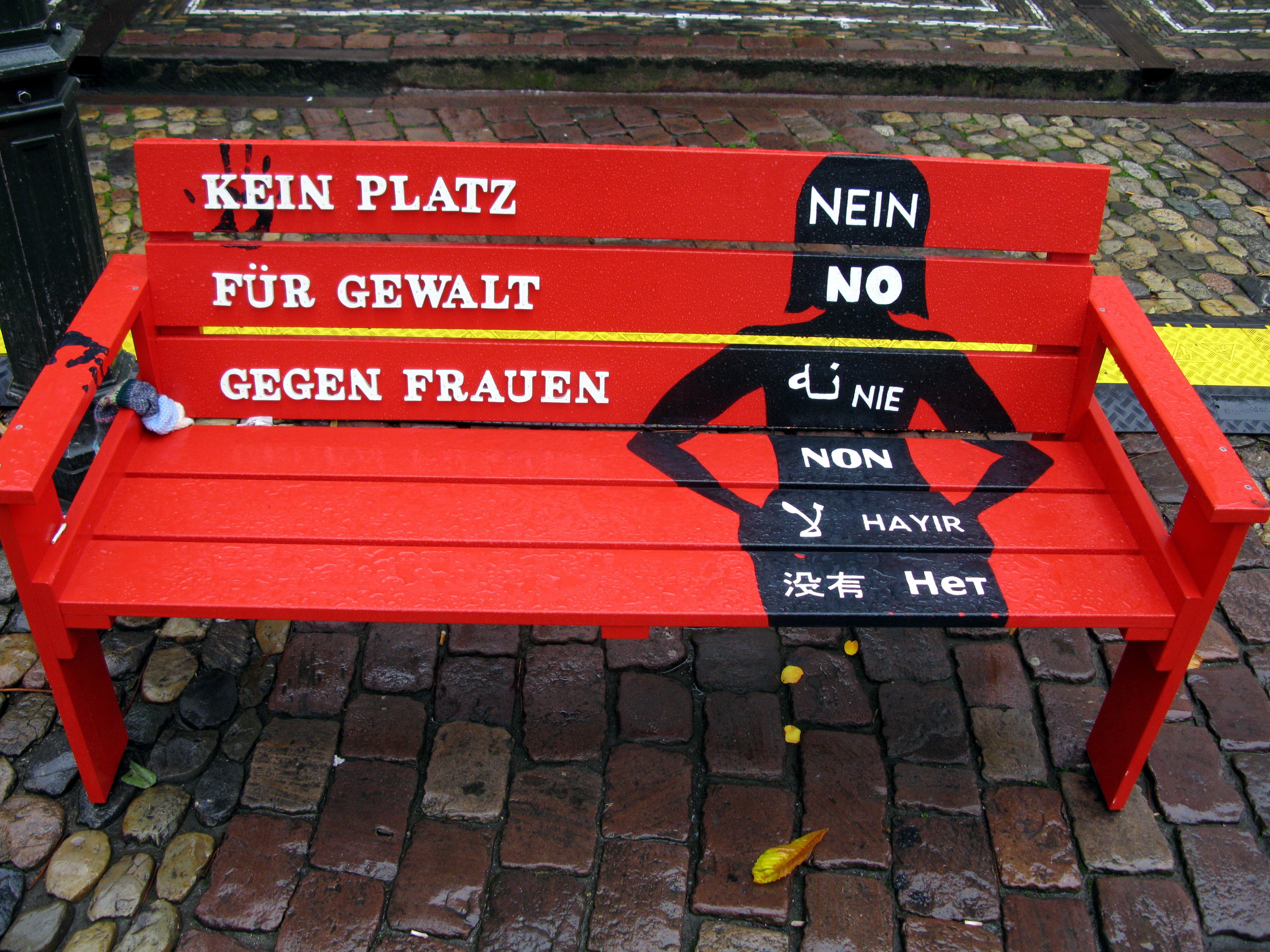
Panchina rossa a Friburgo in Brisgovia (Germania)

L'idea alla base del progetto è, attraverso la collocazione delle panchine rosse in luoghi pubblici o privati, di riflettere sulla violenza di genere attraverso una frase allusiva, soprattutto in relazione all'ultima istanza di essa, come il femminicidio. Inoltre, l'obiettivo è promuovere attività in cui la comunità sia coinvolta, incoraggiare la partecipazione alla scelta della frase e includere con l'inaugurazione attività che attirino le persone e aiutino a riflettere sulla violenza.
Il tema della panchina simboleggia il posto lasciato vuoto da una donna vittima di omicidio: il passante viene invitato a sedersi e a riflettere sulla necessità di dedicare un momento di ascolto e sostegno alle donne vittime di violenza.
Il colore rosso è stato scelto per rappresentare il sangue versato delle vittime di femminicidio, riprendendo la campagna di lotta per la giustizia per le donne uccise a Ciudad Juárez in Messico, dove il 22 agosto 2009 l'artista Elina Chauvet realizzò l'installazione Zapatos Rojos collocando 33 paia di scarpe femminili rosse nella piazza della città.